# Weberschiffchen-Bücherei

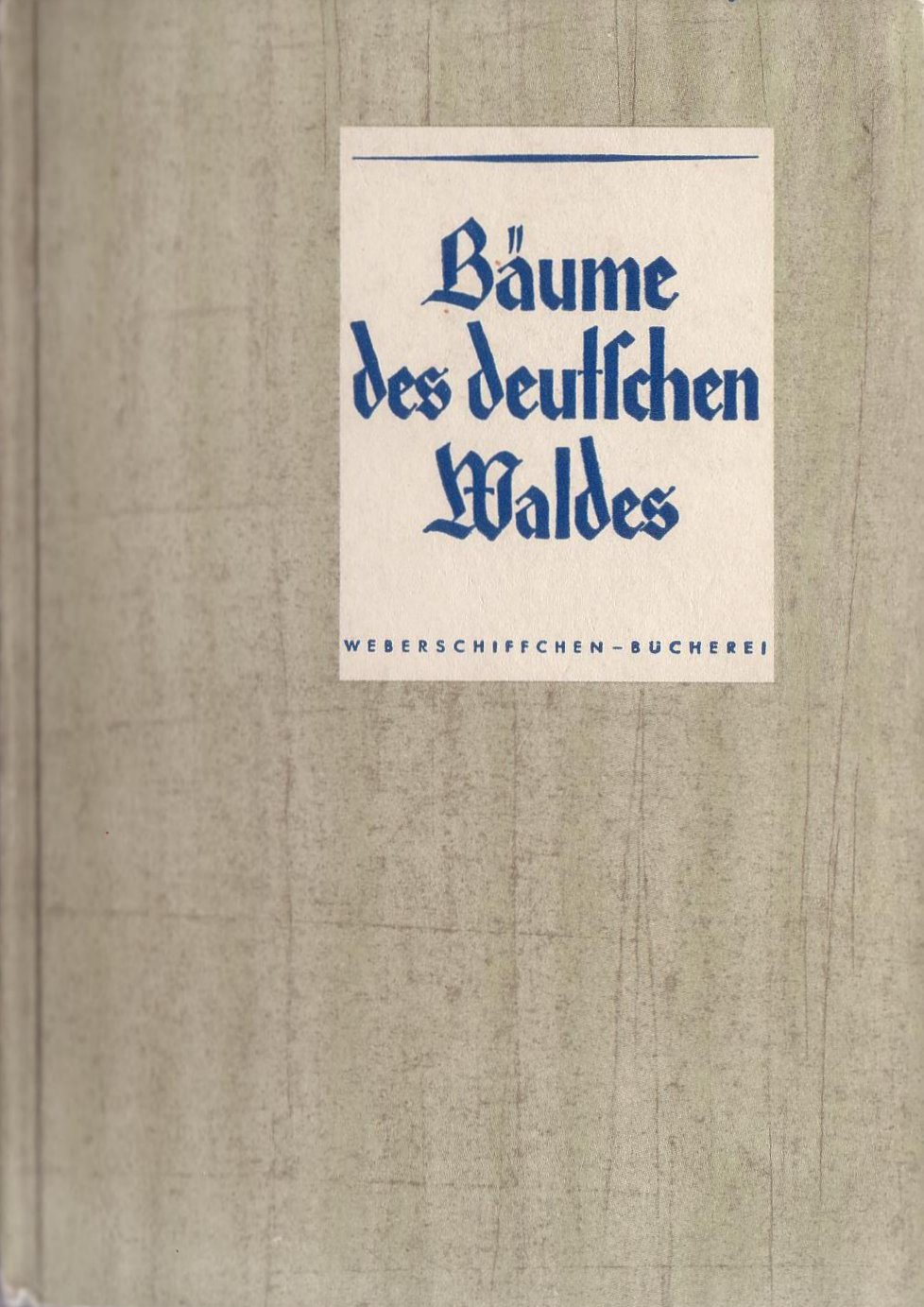
Hans Wegener: Bäume des Waldes, WB 1

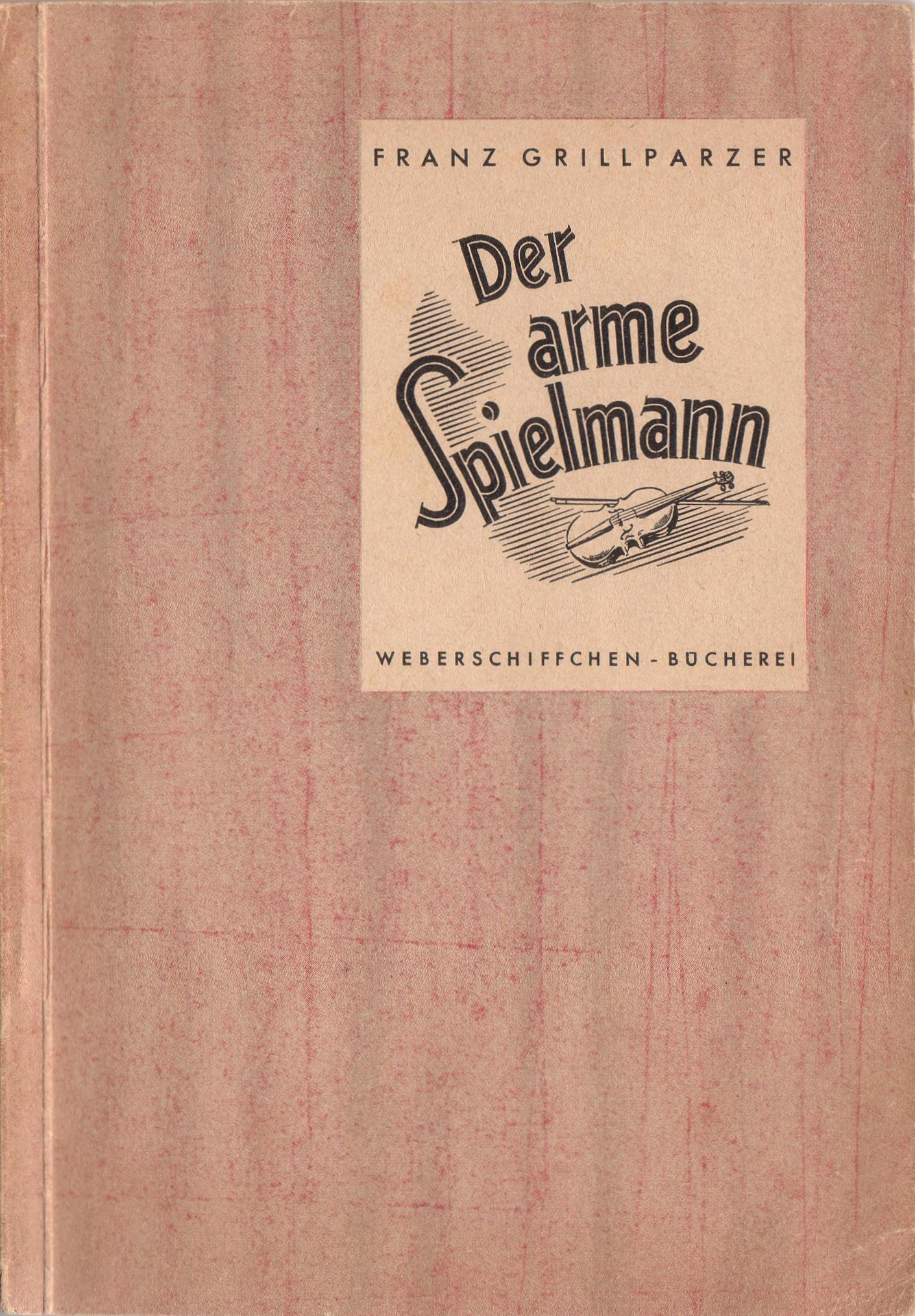
Franz Grillparzer: Der arme Spielmann, WB 58 (letzter Reihenband, 1943)

Die Weberschiffchen-Bücherei (WB) ist eine 58 Titel umfassende Buchreihe preiswerter Bücher, die von 1935 bis 1943 in der Leipziger Verlagsbuchhandlung J. J. Weber erschien. Ihr Themenkreis umfasst populärwissenschaftliche, mit farbigen Illustrationen oder s/w-Fotos versehene Texte aus Biologie, Kulturgeschichte und Architektur; aber auch Erzählungen, Novellen und Märchen.

## Editionsgeschichte
Möglicherweise gab die Insel-Bücherei auch den Anstoß zu dieser Reihe. Gut ein Viertel der Titel der Weberschiffchen-Bücherei war zuvor in der IB erschienen, wie sich aus der folgenden Tabelle ergibt. Dabei waren die Bände naturkundlichen Inhalts seitens der Autorenschaft und der herangezogenen Illustratoren in beiden Reihen völlig unterschiedlich gehalten. Informatorisch wurden vergleichbare IB-Titel, die erst nach dem WB-Band auf den Markt kamen, mit angegeben; hier kommt auch eine umgekehrte Anregung in Betracht. Diese späteren Ausgaben der Insel-Bücherei sind kursiv gesetzt. Dies trifft auch auf die Angabe erst deutlich späterer zusätzlicher Illustrationen bei den IB-Bänden zu.
Tabelle mit der Gegenüberstellung der in der Weberschiffchen- und der Insel-Bücherei erschienenen text- oder themengleichen Titeln:
| WB | Jahr | Autor                                                                       | Titel                                                       | Illustrator Fotograf             |         | IB   | Jahr                                                   | Illustrator Fotograf                                                    | Abweichender IB-Autor / Titel |
| -- | ---- | --------------------------------------------------------------------------- | ----------------------------------------------------------- | -------------------------------- | ------- | ---- | ------------------------------------------------------ | ----------------------------------------------------------------------- | ----------------------------- |
| 01 | 1935 | Hans Wegener                                                                | Bäume des deutschen Waldes                                  | Adam Wolfgang Winterschmidt      | 316/2   | 1934 | Willi Harwerth                                         | Friedrich Schnack: Das kleine Baumbuch                                  |                               |
| 22 | 1936 | Lucy Nath                                                                   | Im Dom zu Naumburg                                          | Rolf-Dietrich Nath, Helmuth Nath | 505     | 1937 | Walter Hege, Johannes Jahn                             | Wilhelm Pinder (1964: Johannes Jahn): Die Bildwerke des Naumburger Doms |                               |
| 25 | 1937 | Wilhelm Rau                                                                 | Die Edelsteine                                              | Curt Bessiger, Otto Berger       | 054/2   | 1938 | Hans Lang                                              | Friedrich Schnack: Das kleine Buch der Edelsteine                       |                               |
| 38 | 1940 | Clemens Brentano                                                            | Geschichte vom braven Kasperl und dem schönen Annerl        | Friedrich Rietschel              | 175     | 1915 | Hans Meid (1942: 47.-55.) Helga Paditz (1974: 76.-90.) | –                                                                       |                               |
| 39 | 1940 | Hermann von Kleist                                                          | Michael Kohlhaas                                            | Rudolph Brabandt                 | 161     | 1915 | Gerhard Kurt Müller (1977: 96.-110.)                   | –                                                                       |                               |
| 40 | 1940 | Theodor Storm                                                               | Pole Poppenspäler                                           | Martin Rudolph                   | 045/2   | 1918 | Joachim Kölbel (1954: 121.-140.)                       | –                                                                       |                               |
| 42 | 1940 | J. W. Goethe (Nachwort: Max Hecker)                                         | Das Märchen                                                 | –                                | 864     | 1967 | Heiner Vogel                                           | –                                                                       |                               |
| 46 | 1941 | Conrad Ferdinand Meyer                                                      | Gustav Adolfs Page                                          | –                                | 286/2   | 1929 | –                                                      | –                                                                       |                               |
| 47 | 1941 | Conrad Ferdinand Meyer                                                      | Huttens letzte Tage                                         | –                                | 300/2   | 1929 | –                                                      | –                                                                       |                               |
| 48 | 1941 | Gebrüder Grimm                                                              | Fünfzehn Kinder- und Hausmärchen                            | –                                | 441–443 | 1935 | –                                                      | Die Hausmärchen                                                         |                               |
| 49 | 1941 | Gottfried Keller                                                            | Der Landvogt von Greifensee                                 | –                                | 324     | 1935 | –                                                      | –                                                                       |                               |
| 52 | 1940 | Theodor Storm                                                               | Aquis submersus                                             | –                                | 249     | 1919 | Johannes Wüsten (1967)                                 | –                                                                       |                               |
| 53 | 1942 | Gottfried Keller                                                            | Romeo und Julia auf dem Dorfe                               | Martin Rudolph                   | 324     | 1935 | –                                                      | –                                                                       |                               |
| 54 | 1942 | Jean Paul                                                                   | Leben des vergnügten Schulmeisterlein Maria Wuz in Auenthal | –                                | 051     | 1913 | –                                                      | –                                                                       |                               |
| 55 | 1942 | Gottfried Keller                                                            | Das Fähnlein der sieben Aufrechten                          | –                                | 325     | 1940 | –                                                      | –                                                                       |                               |
| 56 | 1942 | Wilhelm Hauff                                                               | Die Karawane                                                | –                                | 424     | 1932 | Carl Weidemeyer (7 Initialen)                          | –                                                                       |                               |
| 57 | 1942 | Wilhelm Heinrich Wackenroder, Ludwig Tieck (Nachwort: Hermann August Korff) | Herzensergießungen eines kunstliebenden Klosterbruders      | –                                | 534     | 1938 | –                                                      | –                                                                       |                               |
| 58 | 1942 | Franz Grillparzer                                                           | Der arme Spielmann                                          | –                                | 082     | 1913 | –                                                      | –                                                                       |                               |

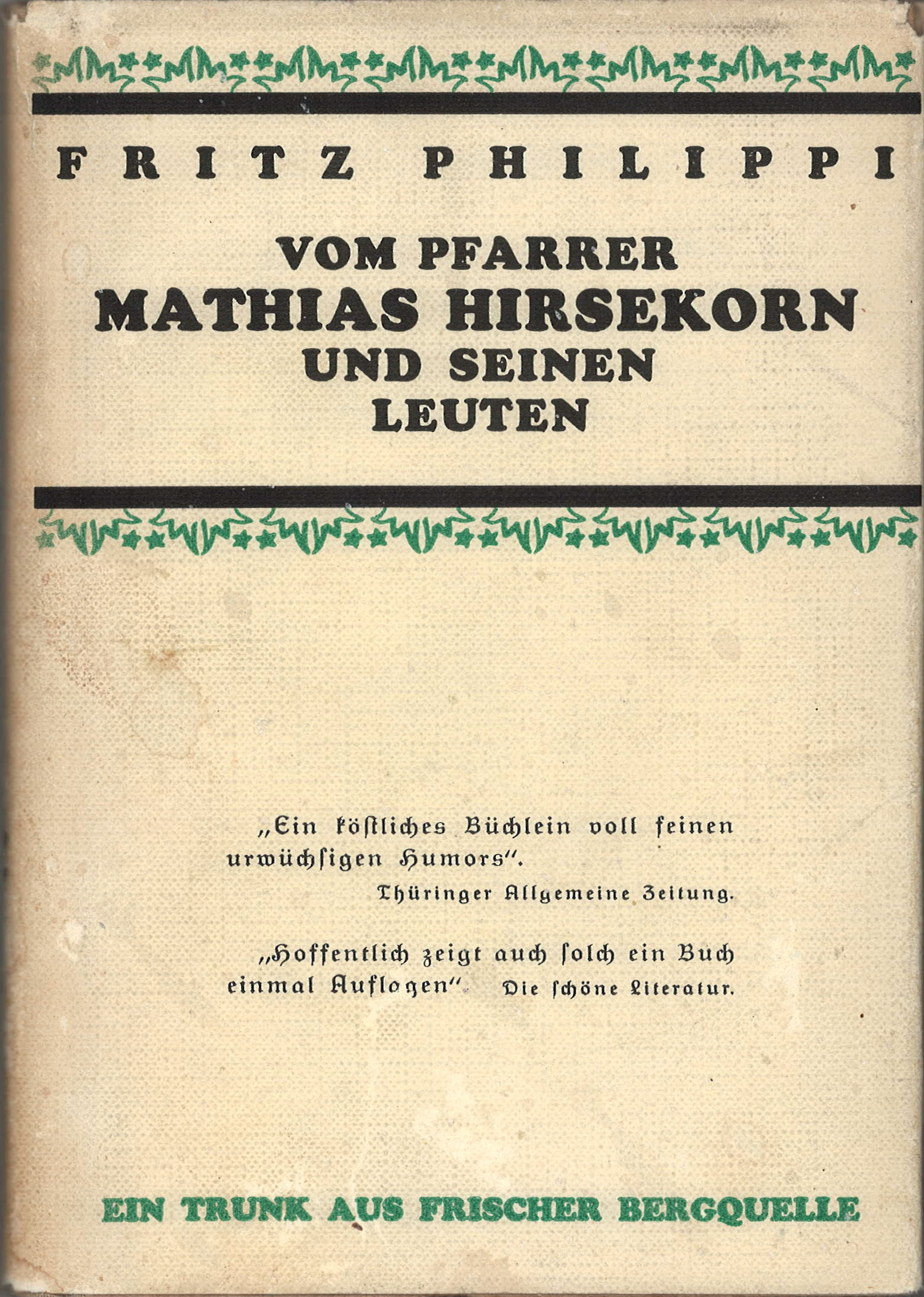
Fritz Philippi: Pfarrer Hirsekorn und seine Leute, OU (1924), ab 1937: WB 25

Einige Bücher waren in den 1920er Jahren beim Verlag schon in anderer Ausstattung, zumeist als Halbleinen-Bände mit Deckelillustration und teilweise Originalumschlag, im normalen Verlagsprogramm erschienen. Dazu zählten die beiden Bände von Fritz Philippi um den Pfarrer Hirsekorn und die unten näher beschriebenen Ausgaben zur Weimarer Klassik. Hier versprach sich der Verlag weiteren Absatz der Titel angesichts nun verringerter Preise. Bei einigen anderen sollte das Ablaufen der urheberrechtlichen Schutzfrist bekannter Autoren, wie Theodor Storm, Gottfried Keller oder Theodor Fontane, für eine erfolgreiche Neuauflage im preisgünstigen Pappband-Segment ausgenutzt werden.
Im ersten Ausgabejahr der Weberschiffchen-Bücherei erschienen, beginnend mit Hans Wegeners Bäume des Waldes, insgesamt 14 Bändchen mit überwiegend naturkundlichen Inhalt. Es gab aber auch mehrere literarische Texte: Der Karneval und die Somnambule (WB 4), eine Novelle Karl Immermanns, die Goethes Motiv der Wahlverwandtschaften aufgreift, eine Novelle der zweiten Ehefrau Fritz Langs und Drehbuchautorin (Metropolis) Thea von Harbou, Liebesbriefe aus St. Florin (WB 6), die Erzählung Johann Fehring, der Volksbetrüger von Adolf Bartels (WB 7) oder Sechs fröhliche Legenden von Franz Adam Beyerlein. 
Auch thematische Zusammenstellungen waren zu finden, wie Aberglauben in der Liebe (WB 3) oder Lieder, die die Welt erschütterten (WB 10) – beide von der Widerstandskämpferin und ersten Ehefrau des späteren BDA-Präsidenten Otto A. Friedrich, Ruth Andreas-Friedrich. In den folgenden Jahren vermehrte sich die Reihe jährlich um sieben bis acht neue Titel, nur 1939 gab es lediglich einen Neuzugang. Der letzte neue Reihentitel erschien im Jahre 1942 mit der Nummer 58: Der arme Spielmann von Franz Grillparzer; 1943 wurde von dieser Nummer noch eine Broschurausgabe aufgelegt. Die Reihe endete im selben Jahr mit mehreren Feldpostausgaben im Rahmen der in Italien vertriebenen Feldblusenbücherei.

## Thematische Schwerpunkte
Ein durchdachtes verlegerisches Gesamtkonzept kann, ungeachtet einiger erkennbar werdender Themenkreise, der Reihe schwerlich entnommen werden. Insgesamt schlägt die Titelabfolge einen kaleidoskopartigen inhaltlichen Bogen. Bei nicht wenigen Titeln der Reihe, vor allem denjenigen mit kultur- und kunstgeschichtlichem Bezug, sind leider auch entstehungszeitbedingte Reverenzen an die nationalsozialistische Ideologie nicht zu übersehen (z. B. Naumburger Dom – WB 22, Universitäten – WB 30, Leipziger Messe – WB 35).

### Naturkunde
Ein nicht geringer Teil der Reihe ist naturkundlichen Themen im weitesten Sinn gewidmet. Sie folgten dem Auftakttitel der Reihe insbesondere gleich im ersten Jahr. Im von Curt Bessiger und Rudolf Lipus illustrierten Band Eßbare Seefische  (WB 9) beschreibt Rudolf Schiffel die in Deutschland bekanntesten Arten und gibt zusätzlich eine Übersichtsskizze zur deutschen Küsten- sowie die kleine und große Hochseefischerei vor allem in Nord- und Ostsee. 1935 gab es noch Der Wiesenteich und seine Lebensgemeinschaft von Julius R. Haarhaus (WB 11) und Unter Polartieren von Alwin Pedersen (WB 13).
 Bis 1938 erschienen noch Rassehunde von Albert Georgi (WB 32), Edelsteine von Wilhelm Rau  (WB 27) oder Giftpflanzen unserer Heimat von Karl Wetzel (WB 16).

### Bäuerliches Leben und Landwirtschaft
Von Hans Wegener gab es gleich 1935 zwei Bände zu dieser Thematik: Früchte des Feldes (WB 5) mit Illustrationen von Franz Schmidt-Kahring und Alte deutsche Bauernweisheit (WB 2), vom Autor selbst mit Zeichnungen versehen (1942: broschierte 2. Auflage). 1937 folgte noch, wieder illustriert vom Autor, Vom deutschen Bauerngarten (WB 28); diese Bandnummer diente auch zur Erstellung einer politischen Tarnschrift.  In einer Übersetzung aus dem Schwedischen von Ilse Meyer-Lüne wurde 1937 noch der Lobgesang zum Holzorchester (WB 23) von Elisabeth Bergstrand-Poulsen vorgelegt, der die Köstlichkeit des Bauernlebens schildert und womit dieses Themenfeld abgeschlossen wurde.

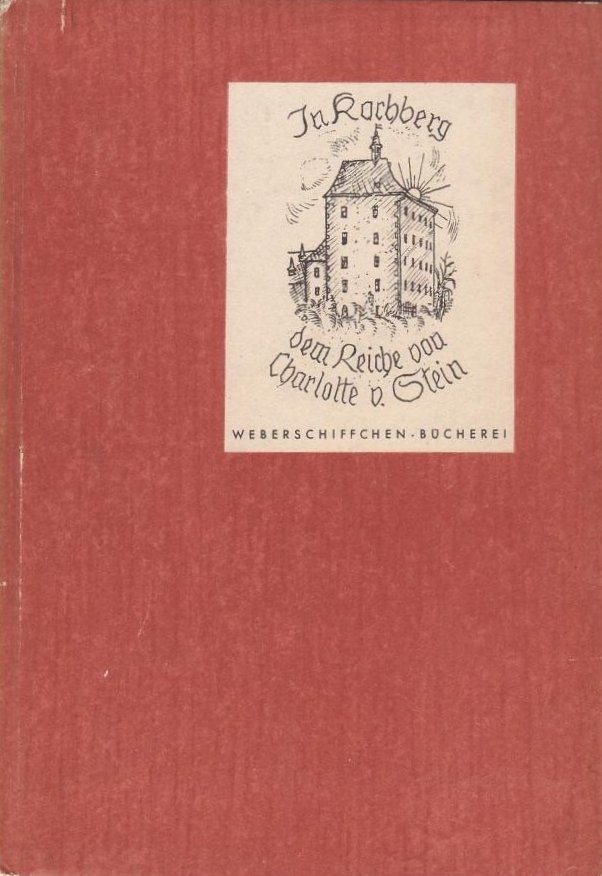
F. Frh. von Stein-Kochberg: In Kochberg (WB 15), TS von Editha Drawert

### Kunst- und Kulturgeschichte
Die Kunstgeschichte ist mit mehreren Bänden, wie Lucy Naths Im Dom zu Naumburg (WB 22), Erich Haenels (Direktor des Grünen Gewölbes) Dom und Burg Meißen (WB 33) oder Josef Bergels Friedland das Schloß Wallensteins (WB 37), vertreten. Die deutsche Kulturgeschichte wird mit Titeln, wie Kurt Sauers Deutsche Triumphzüge (WB 21), Kultur im Eisen von Paul Mahlberg (WB 30) oder Die deutschen Universitäten von Fritz Spindler (WB 36), bedient.

### Weimarer Klassik

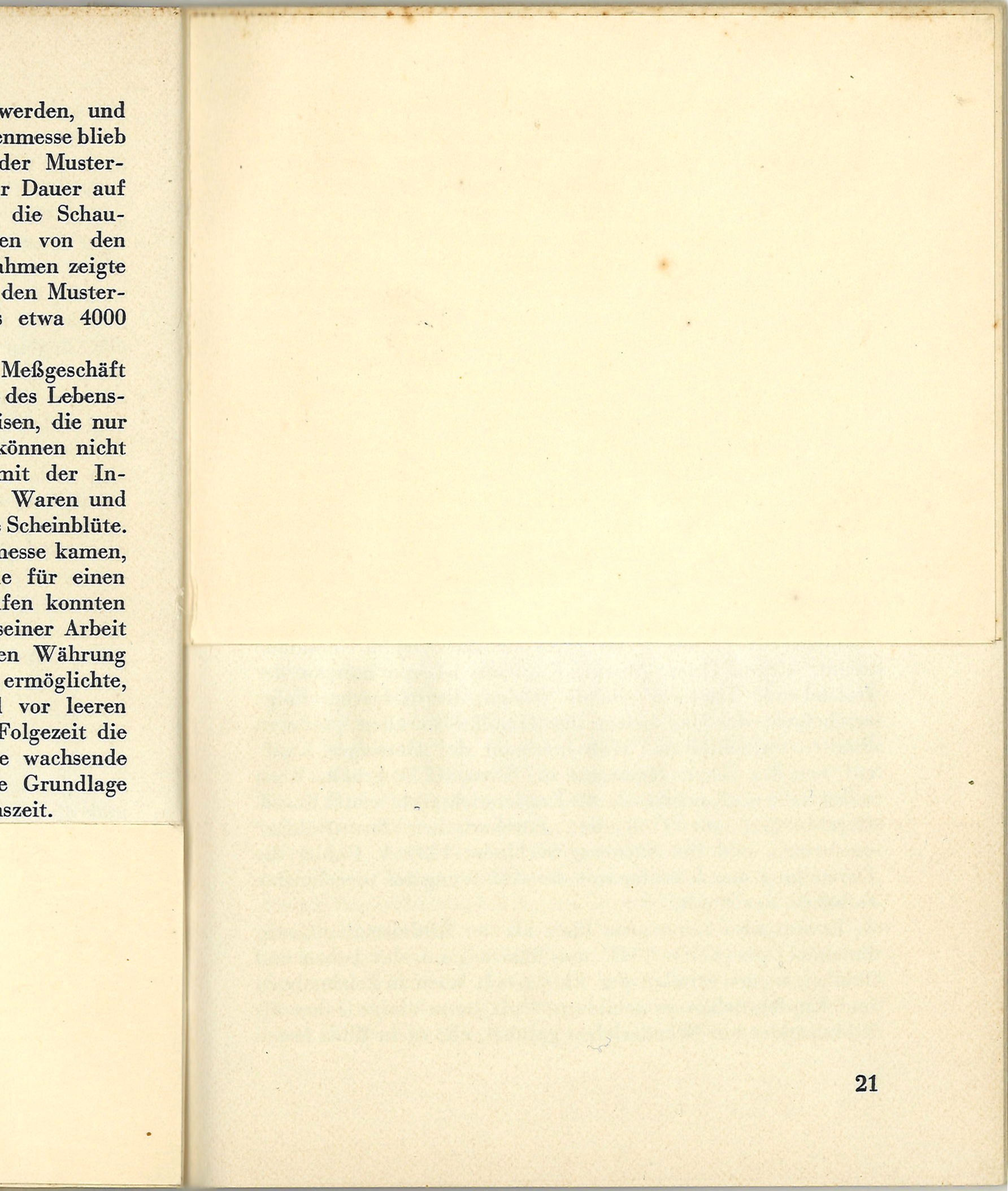
Die Leipziger Messe von 1938 (WB 35, Broschur), verlagsseitige Überklebungen von 2 Seiten mit Textstellen nazistischen Inhalts nach 1945

Einen eigenen Themenkreis bildet die Weimarer Klassik im Ausgabejahr 1936. Hier sind In Kochberg – dem Reich der Charlotte von Stein von Felix Fhr. von Stein-Kochberg (WB 15), Auf Höhen Ettersburgs (WB 17) und Schloß Belvedere (WB 18) – beide von Werner Deetjen – sowie Tiefurt von dem Goetheforscher Hans Wahl (WB 19) zu nennen. Ihre Titelschild-Illustrationen mit den jeweiligen Bauwerken schuf Editha Drawert (1887–1947), die WB 15 auch insgesamt mit Steinzeichnungen versehen hatte.

### Lipsiensia
Auch mit dem Verlagsort J. J. Webers verbundene Themen werden in der Reihe mit 4 Titeln aufgegriffen. Bruno Metzels Von der Pike auf. Aus einem Buchdruckerleben (WB 14) noch aus dem ersten Reihenjahr widmet sich dem in der Buchstadt Leipzig damals stark vertretenen Druckerhandwerk; es wurde illustriert von Alfred Seckelmann. Der Kunsthistoriker Walther Scheidig (1902–1977) gibt 1938 mit Die Leipziger Messe (WB 35), beigegeben sind Illustrationen von Georg Emanuel Opiz (1775–1841), einen Einblick in das historische und damals aktuelle Messegeschehen. Sehr wahrscheinlich wurden größere Restbestände der broschierten 2. Binderate erst nach dem Zweiten Weltkrieg verkauft, da sie auf zwei Seiten überklebte Textstellen aufweisen. In diesen war der weitere Aufschwung der Leipziger Messe in den 1930er Jahren – seit dem 20. Dezember 1937 trug Leipzig auch den Städtebeinamen „Reichsmessestadt“ –  explizit auf die Verdienste Adolf Hitlers und der nationalsozialistischen Wirtschaftsführung zurückgeführt worden. Friedrich Schulze beleuchtet mit Die Völkerschlacht und ihr Ehrenmal (WB 29) einen wichtigen Teil der Stadtgeschichte und stellt zugleich das bekannteste Wahrzeichen der Stadt vor. 
 Schließlich erinnert Franz Konrad Hoefert 1936  (2. Auflage 1943) mit der biblischen Klaviersonate Der Streit zwischen David und Goliath (WB 20) an den unmittelbar vor Bach amtierenden Thomaskantor und Komponisten der Barockzeit Johann Kuhnau. Die neuzeitliche Notenschrift besorgte Josef Achtélik.

### Bände um „Pfarrer Hirsekorn“
Als WB 25 und WB 26 werden 1937 die schon 1924 und im Folgejahr erstmals im Weber-Verlag erschienenen Erzählungen um den „Pfarrer Hirsekorn“ nochmals aufgelegt. Es handelt sich um die Titel „Vom Pfarrer Mathias Hirsekorn und seinen Leuten“ und „Pfarrer Hirsekorns Zuchthausbrüder“, die von dem in Wiesbaden ansässigen, literarisch äußerst aktiven, heute aber weitestgehend vergessenen Pfarrer Fritz Philippi verfasst wurden.

### Märchen und Novellen
Abgeschlossen wird die Weberschiffchen-Bücherei ab 1940 mit ausschließlich literarischen Werken und Märchen: Beginnend mit Clemens Brentanos Geschichte vom braven Kasperl und dem schönen Annerl (WB 38) wurden bis 1942 u. a. Novellen von Theodor Storm (Pole Poppenspäler – WB 40, Immensee – WB 50 und Aquis submersus – WB 52), von Theodor Fontane (Grete Minde – WB 45) und von Gottfried Keller (Der Landvogt von Greifensee – WB 49, Romeo und Julia auf dem Dorfe – WB 53, Das Fähnlein der sieben Aufrechten – WB 55) ausgeliefert. Nachdem bereits 1941 die Märchensammlung der Brüder Grimm Fünfzehn Kinder- und Hausmärchen (WB 48) aufgelegt worden war, erscheint kurz vor dem kriegsbedingten Reihenende mit Grillparzers Armem Spielmann noch die Märchensammlung Die Karawane von Wilhelm Hauff (WB 56).

## Ausstattung, Auflagen und Preis
Bei den mit Fotos illustrierten Bänden wurde dem Buchtext zumeist ein gesonderter Tafelteil auf Kunstdruckpapier beigegeben. Der Farbdruck für die mit Zeichnungstafeln ausgestatteten Bände erfolgte dagegen auf Normalpapier.
- Typografie

Die Bände wurden in Fraktur- und Antiqua-Typen gesetzt, wobei die Fraktur überwiegt. Bei einigen Folgeauflagen im Zweiten Weltkrieg trat an die Stelle der zunächst eingesetzten Fraktur die Antiqua, so z. B. bei WB 4 (Immermann), WB 40 (Storm) und WB 48 (Grimms Märchen). Hier befolgte der Verlag den nichtöffentlichen Rundbrief-Erlass vom 3. Januar 1941 Hitlers, wonach das Vorherrschen der Fraktur-Schrift im Druckgewerbe Deutschlands zu beenden sei, da die sogenannte „gotische Schrift“ nicht als deutsche Schrift anzusehen sei, sondern in Wirklichkeit aus Schwabacher Judenlettern bestünde.
- Illustrationen

Einige literarische Werke wurden auch mit Illustrationen im Text versehen: So wurden die Novellen von Kleist Michael Kohlhaas (WB 39) von Rudolph Brabandt und Storms Pole Poppenspäler (WB 40) von Martin Rudolph illustriert, schmückten Erich Krafts Dichtung Das kleine Haus Abbildungen nach Originalen von Luigi Malipiero und wurden in Lessings Lustspiel Minna von Barnhelm oder Das Soldatenglück (WB 43) Kupferstiche von Daniel Chodowiecki reproduziert. Teilweise wurde in diesen Fällen durchgehend Kunstdruckpapier verwendet, wie beim letztgenannten Band 43.
- Pappbände

Entsprechend den Titelaufnahmen der Deutschen Nationalbibliothek sollen alle Titel in Pappen gebunden worden sein. Allerdings sind auf dem Antiquariatsmarkt einige späte Titel regelmäßig nur als Broschuren zu finden. Möglicherweise wurde bei der Titelaufnahme der DNB standardmäßig für die Buchreihe „Pp.“ (Pappband) eingetragen, obwohl nur eine Broschur vorlag. Dies betrifft z. B. den letzten Band der Reihe WB 58 (Franz Grillparzer: Der arme Spielmann). Die Pappen waren mit zumeist einfarbigen, leicht gemusterten und recht fragilen Kleisterpapieren beklebt. Von einigen liegen Binderaten mit unterschiedlichen Farben des Einbandpapiers vor. Das verwendete Material war qualitativ minderwertig. Es war – vor allem bei den umfangreicheren Bänden mit mehr als 6 Bogen – den Anforderungen der üblichen Nutzung häufig nicht gewachsen, so dass leicht Beschädigungen des Buchrückens bis hin zu dessen Verlust eintraten. Viele Bände mögen aufgrund ihres dann schlechten Zustands weggeworfen worden sein, was ihr nicht allzu häufiges Auftauchen auf dem Antiquariatsmarkt erklären könnte.
Die Bände weisen mit der Reihennummer versehene, gedruckte Rückenschilder und ebenfalls eingedruckte, zumeist typographisch gestaltete Titelschilder mit hellem Fond auf. Bei den Bänden zur Weimarer Klassik, einigen weiteren kunsthistorischen Bänden, wie der Naumburger Dom, Dom und Burg in Meißen oder Friedland sowie mehreren Märchen- und Novellentiteln, darunter Hauffs Karawane und Goethes Märchen, wurden die Titelschilder zusätzlich mit Zeichnungen ausgestattet.
Es dominiert die rostanfällige Klammerheftung; bei einigen Titeln kommt zusätzlich – wohl bei den frühen Binderraten – auch die Fadenheftung vor.
- Broschuren

Restbestände der Druckbögen wurden teilweise unter weitestgehender Beibehaltung der Titel- und Rückenschildgestaltung mit den originalen Kleisterpapieren verkauft. Es kommen aber auch Broschurausstattungen in beigefarbenem Karton mit farbigem Titelschildfond und Rückentitelaufdruck in der Farbe des Titelschildfonds vor, wobei die Farbe bei mehreren Binderaten eines Titels sogar wechseln kann. Schließlich trugen einige Broschuren wohl aus der späten Kriegszeit ein schlichtes weißes, aufgeklebtes Titelschild mit Angabe der Bandnummer; ein Rückenaufdruck fehlt in diesem Fall völlig, z. B. Paul Schöps: Pelze (WB 34) oder Karl Wetzel: Giftpflanzen unserer Heimat (WB 16). Bei einigen Titeln kommt auch eine späte Binderate vor, bei der sicher zur Materialersparnis – wie bei den unten beschriebenen Feldpostausgaben – auf den farbigen Titelschildfond verzichtet wurde. Diese Broschuren mit geringwertigem Einbandpapier weisen weder im Titeleindruck eine Bandnummer aus, noch wurde – ausgenommen WB 48 – eine solche auf den Rücken gedruckt. In dieser Variante sind bislang insgesamt 4 Bändchen bekannt: Wiesenteich (WB 11), Giftpflanzen (WB 16), Rassehunde (WB 32) und Grimms Märchen (WB 48). Zusätzlich kam es auch zu einigen Folgeauflagen gut verkäuflicher Titel, die von vornherein ausschließlich broschiert mit den originalen Kleisterpapieren ausgeliefert wurden.

Einbandvarianten der Weberschiffchen-Bücherei
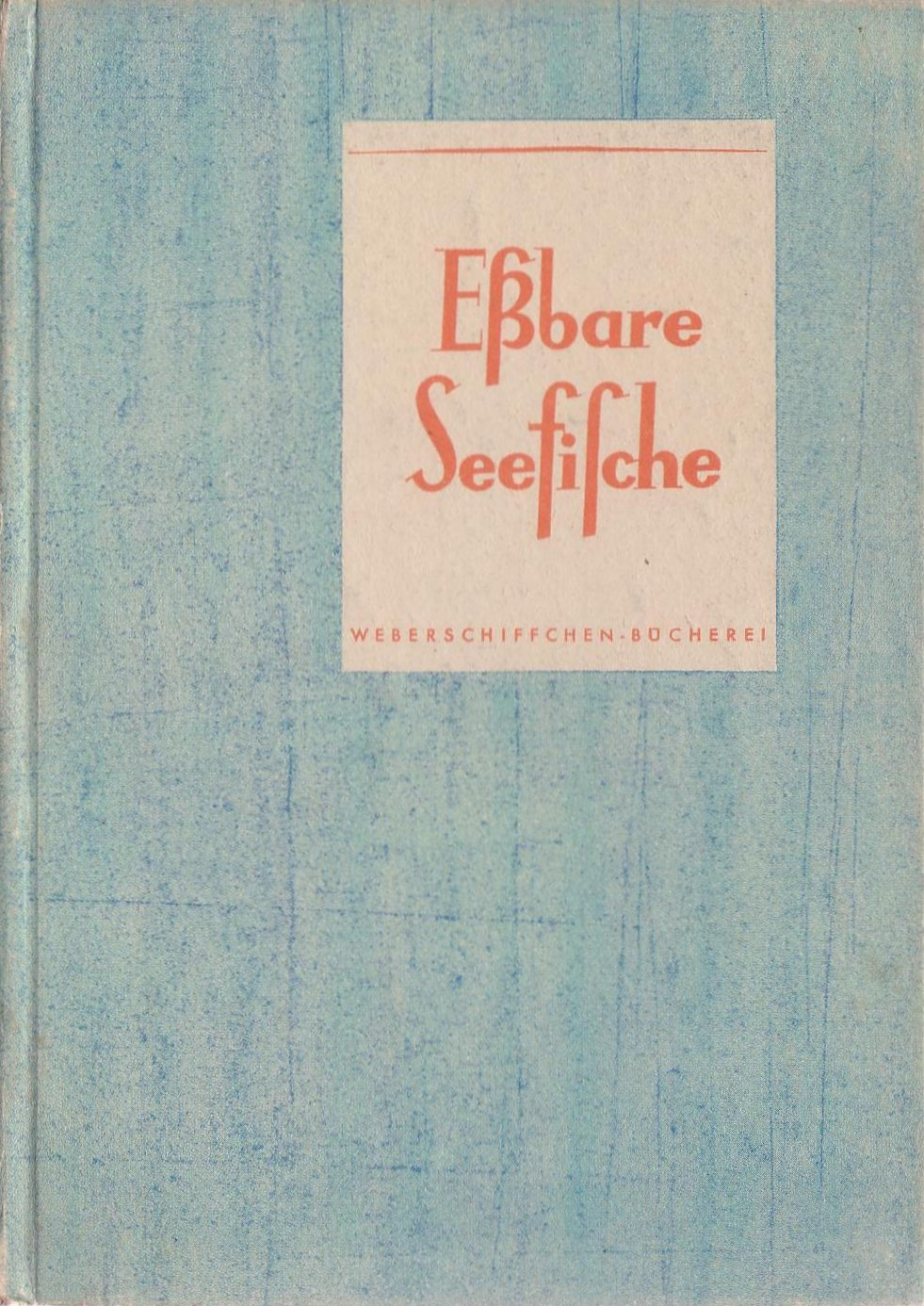
Rudolph Schiffel: Eßbare Seefische, WB 9, Kleisterpapierpappband
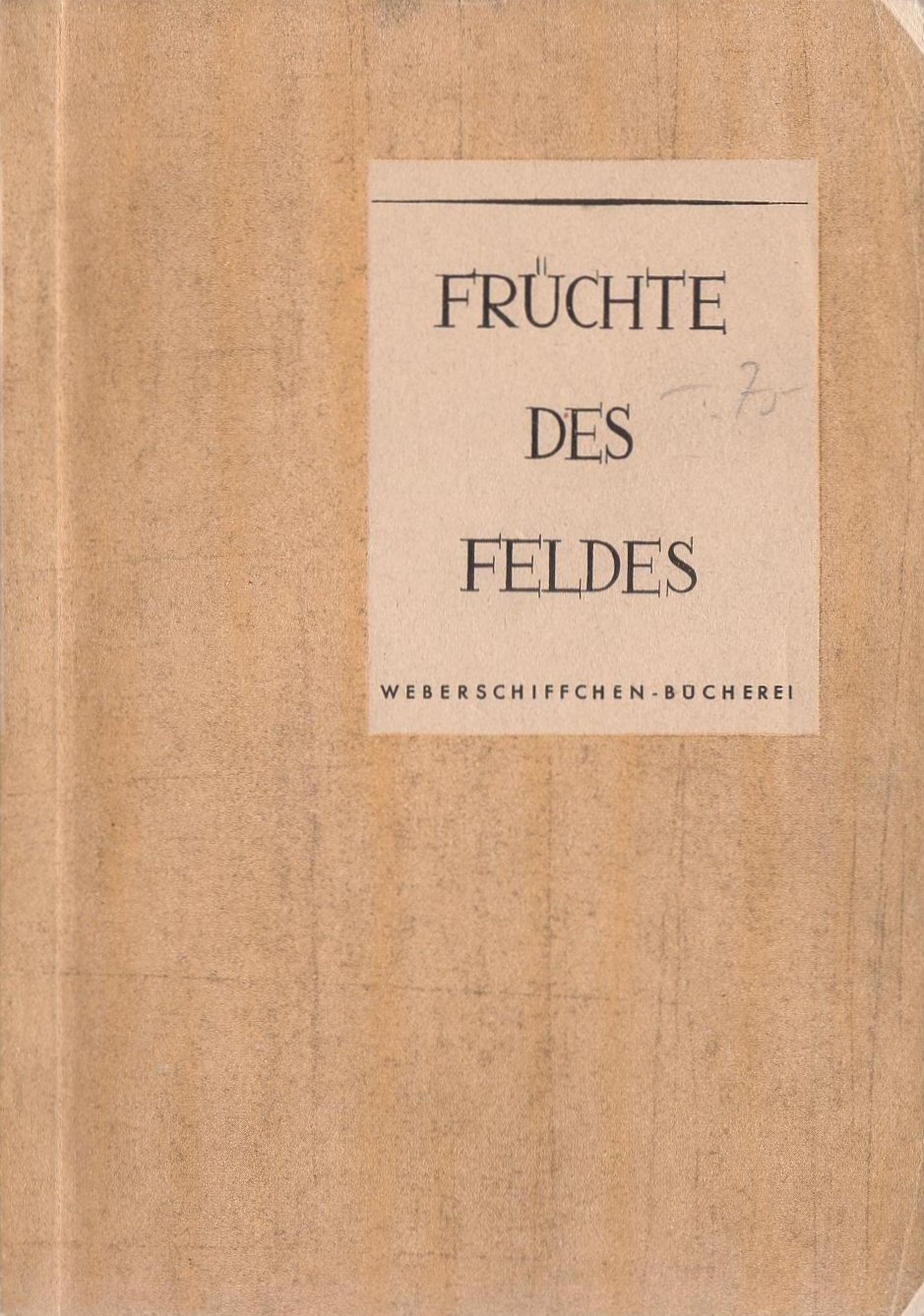
Hans Wegener: Früchte des Feldes, WB 5,  Kleisterpapierbroschur
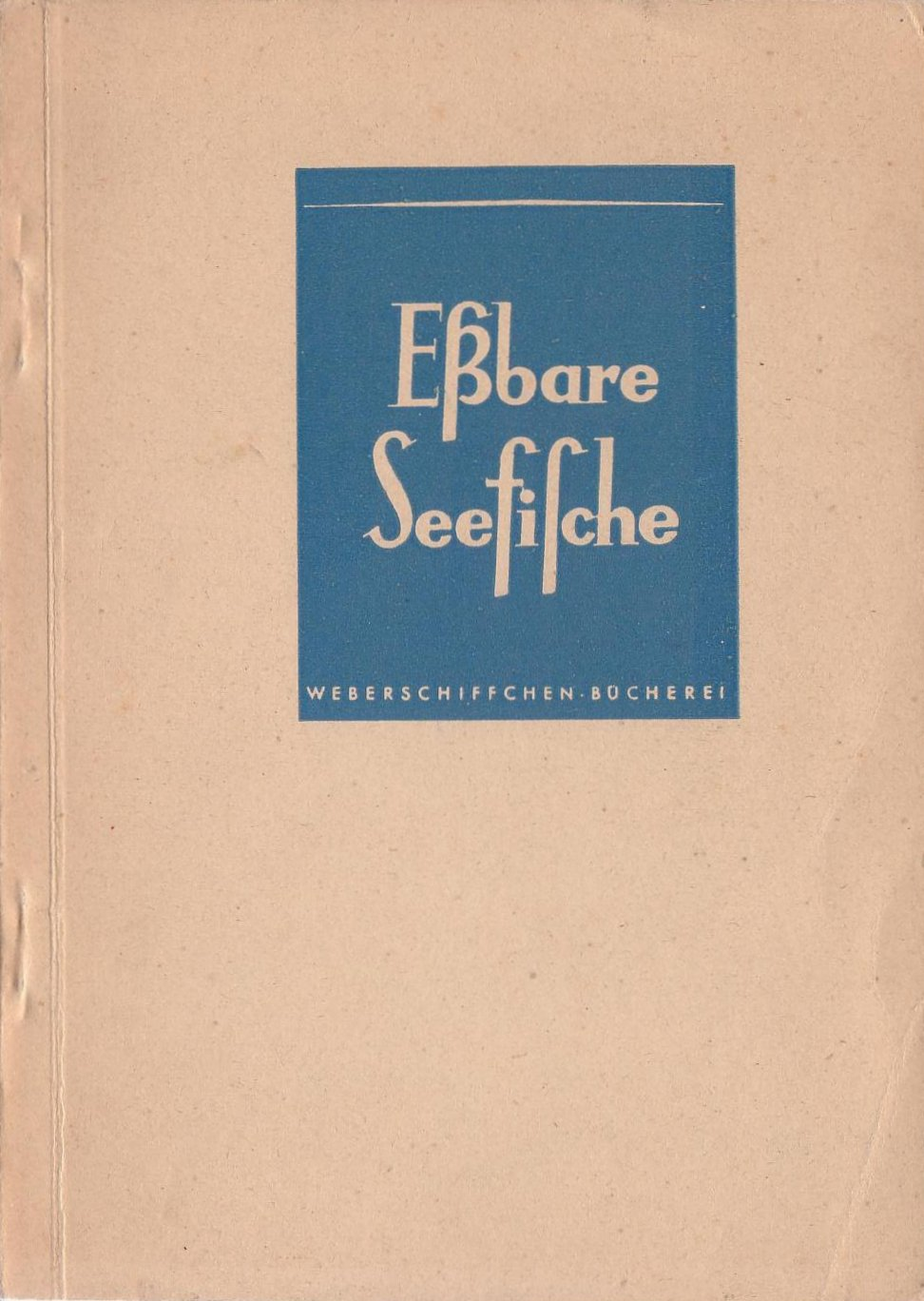
Rudolph Schiffel: Eßbare Seefische, WB 9, zweifarbige Broschur
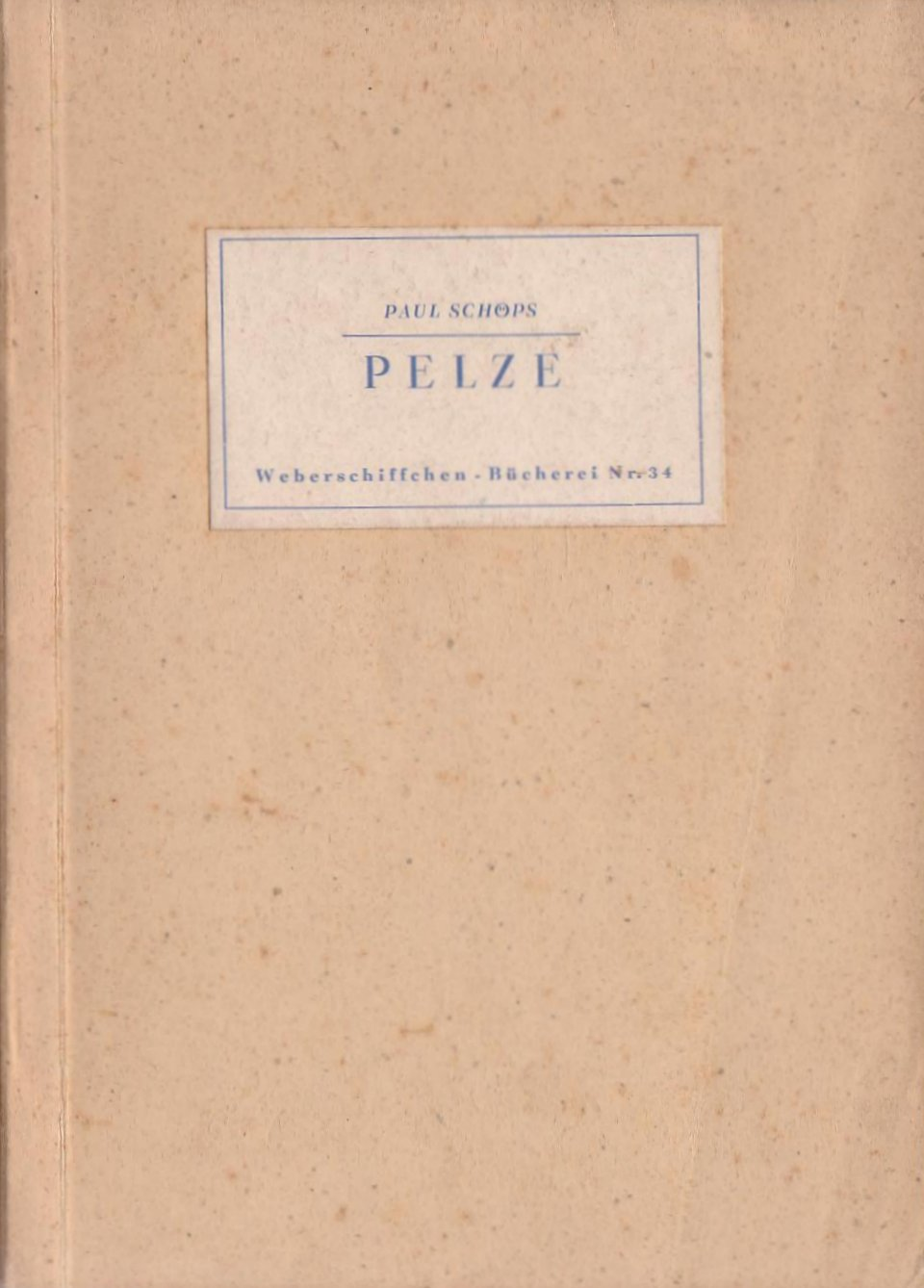
Paul Schöps: Pelze, WB 34, einfarbige Broschur mit aufgeklebtem Titelschild
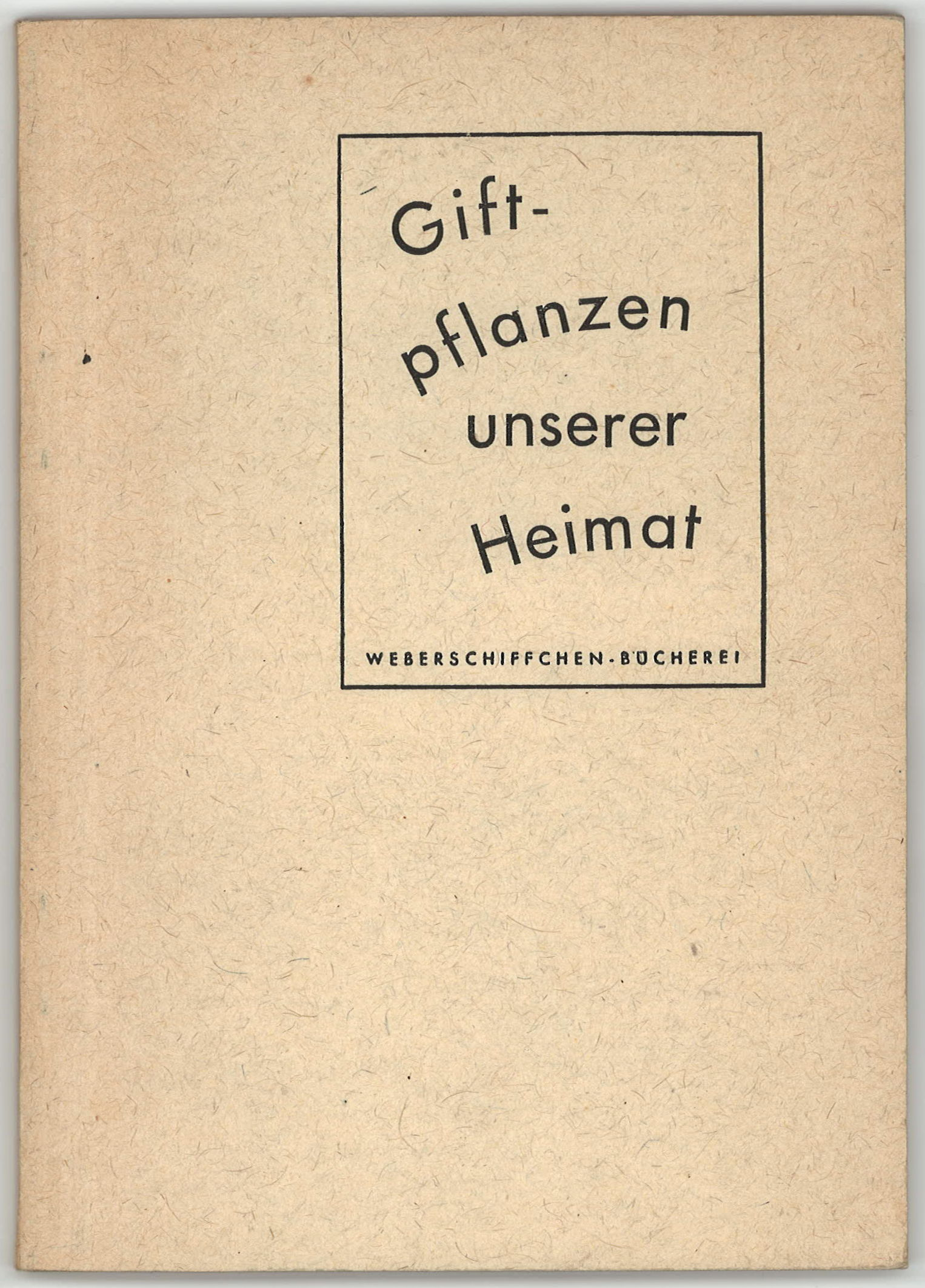
Karl Wetzel: Giftpflanzen unserer Heimat, WB 16, einfarbige Broschur mit aufgedrucktem Titelschild

- Schmutztitel

Die Schmutztitel tragen die Reihenbezeichnung und das Verlagssignet, das mit seinem Motiv entfernt an das des Insel Verlags erinnert: ein mit einem geflügelten Knaben bemanntes Segelschiff, dessen Rahsegel mit den Verlagsinitialen „J.J.W.“ geschmückt ist, gleitet auf den Wellen dahin. Die Bandnummer taucht, außer bei den einfarbigen Broschuren mit aufgeklebtem Titelschild, nur auf dem Buchrücken auf, wie überhaupt verlagsseitig die Nummerierung der Reihe nur eine untergeordnete Bedeutung gehabt zu haben schien, wurde sie doch auch bei den Werbematerialien nur teilweise vermerkt (siehe die Abbildung oben). Erst ab 1936 ist das Erscheinungsjahr teilweise im Copyright-Vermerk eingetragen.
- Auflagenhöhen

Auflagenhöhen können den Bändchen nicht entnommen werden; auch sind öffentlich zugängliche Informationen darüber kaum vorhanden. Nur für den Band der „Dom zu Naumburg“ liegen entsprechende bibliografische Angaben bei der DNB vor. Danach hatte er eine recht hohe Startauflage von 10.000 Stück. Allerdings erreichte er mit seinen 3 Auflagen insgesamt auch 31.000 Bände. Dies zeigt sich auch im antiquarischen Angebot, das für die anderen Bände so nicht gegeben ist. Seine Auflagenzahlen können also nicht als repräsentativ für die Reihe betrachtet werden. Sie taucht nämlich heute deutlich seltener auf als die von der Ausstattung ähnliche Insel-Bücherei, deren Textbände in der damaligen Zeit zumeist Startauflagen von 10.000 Exemplaren hatten; bei den Naturbüchern, wie Das kleine Blumenbuch (IB 281/2) oder Das kleine Buch der Edelsteine (IB 54/2), betrug sie sogar 50.000.
- Preis

Als Pappbände kosteten die Bändchen laut Angaben in der Verlagswerbung 90 Pfennig. Für die Broschuren fehlen entsprechende Hinweise; Bleistifteintragungen „-,75“ in einigen Broschurbändchen legen jedoch einen Ladenpreis von 0,75 RM nahe.

## Reihenwerbung
Für die Reihe stellte der Verlag mehrere, zumeist beidseitig bedruckte und mit einer Verlagsnummer versehene Einlegezettel sowie vierseitige Faltblätter (bis 49 Titel nach Rubriken geordnet) im etwas verkleinerten Reihenformat her. In diesen waren die lieferbaren Titel nebst Verkaufspreis, aber in der Regel ohne Nummernangabe aufgelistet. Zusätzlich waren in einzelnen Bänden, beginnend mit WB 6 (Harbou: Liebesbriefe), hinten die lieferbaren Titel, teilweise zusätzlich mit der Bandnummer, so z. B. in WB 23 (Bergstrand-Poulsen: Holzorchester), wo alle bis dahin lieferbaren Bände aufgeführt sind, gelistet. Es liegen aber auch Werbezettel für einzelne Titel vor – so für WB 33 „Dom und Burg in Meißen“, wo mit Auszügen aus Zeitungsrezensionen geworben wird (hier: Gießener Anzeiger und Allgemeine Zeitung Chemnitz).

## Lizenzausgaben der Deutschen Buch-Gemeinschaft
Von drei Titeln erschienen bei der Deutschen Buch-Gemeinschaft in Berlin Lizenzausgaben in der laut DNB 50-bändigen Reihe „Die Schatulle“ (1928–1938): Wegeners Bäume des Waldes 1935, Naths Im Dom zu Naumburg 1936 und Raus Die Edelsteine 1937, jeweils im Jahr auch der Erstausgabe bei J.J. Weber. Die Einbände wurden von Ernst Böhm in einem floralen Muster mit aufgedrucktem Rückenschild einheitlich, aber in verschiedenen Farben, neu gestaltet und weisen äußerlich keine Ähnlichkeit mit den WB-Reihentiteln auf. Die Pappbände sind fadengeheftet und mit 1,10 RM etwas teurer als die Originalausgaben gewesen.

## Feldpostausgaben im Zweiten Weltkrieg
Wie viele andere Verlagshäuser auch, unterstützte der Verlag J. J. Weber die während des Zweiten Weltkrieges florierende Produktion von Lesestoff für die Frontsoldaten. Er genehmigte die Herstellung mehrerer Titel seiner Weberschiffchen-Bücherei als „Sonderdrucke“ auf holzhaltigem Papier in schlichtem beigefarbenen Einband mit aufgedrucktem Titelschild ohne Hinweis auf die ursprüngliche Reihenherkunft. Die meisten Titel liegen broschiert vor, die Bändchen mit geringem Umfang wurden nur klammergeheftet. Die Ausgaben wurden zum Teil neu gesetzt, wobei teilweise auch hier gegebenenfalls als neue Schriftart die Antiqua zum Zuge kam. Der genehmigende Verlag ist auf dem Titelblatt irrtümlich als „I. I. Weber“ (recte: „J. J. Weber“) angegeben. Illustrationen im Text blieben stets erhalten; Titelschildillustrationen wurden jedoch weggelassen.
Verantwortlich für die ab 1943 mit einer eigenen Nummerierung erschienenen Bändchen der Feldblusenbücherei der „Italienpost“ (FBB) zeichnete laut Titelblatteindruck eine „Einheit Fp.-Nr. 57000. Offizier für Nationalsozialistische Führung“.
Sehr wahrscheinlich handelte es sich bei diesen Bändchen um Beilagen oder Zusatzlieferungen der ab 30. September 1943 zunächst täglich erschienenen Frontzeitung Italienpost. Diese trug von Montag bis Sonnabend den Titel „Nachrichtenblatt für die deutschen Soldaten in Italien“, die Sonntagsausgabe erschien dagegen als „Wochenzeitung für die Deutschen Soldaten in Italien“. Die letzte Tagesausgabe war lt. DNB die Neujahrsausgabe 1943/1944 Nr. 92 (wohl recte (?): 52 = Jahreswochenanzahl). Ab Januar 1944 wurde die Italienpost als Monats-Periodikum unter dem Titel „Italienpost. Monatshefte für die Deutschen Soldaten in Italien“ publiziert.
Zur Belieferung der Feldblusenbücherei trugen auch andere Verlage bei, u. a. 1944 Wilhelm Limpert, Berlin und Dresden. Die Nummer „15“ ist die bislang höchste, bekannt gewordene Reihennummer der Feldblusenbücherei.
Die edierten Titel lassen sich der nachfolgenden Tabelle entnehmen. Für die mit „NN“ ausgewiesenen Nummern konnten noch keine bibliographischen Angaben belegt werden. In der DNB sind nur 3 Bände, davon 2 WB-Titel, verzeichnet (FBB 7, 9 und 15). Über die Auflagenhöhe der einzelnen Titel ist bislang nichts bekannt.
| Reihen- Nummer | Ehemalige WB- oder andere Verlagsnummer | Autor                        | Titel                                | Illustrator        | Einband  | Ursprüng- licher Verlag             | Jahr |
| -------------- | --------------------------------------- | ---------------------------- | ------------------------------------ | ------------------ | -------- | ----------------------------------- | ---- |
| 1              | WB 6                                    | Thea von Harbou              | Liebesbriefe aus St. Florin          | –                  | Heftung  | J.J. Weber                          | 1943 |
| 2              | WB 4                                    | Karl Immermann               | Der Karneval und die Somnambule      | –                  | Broschur | J.J. Weber                          | 1943 |
| 3              | WB 41                                   | Richard von Volkmann-Leander | Träumereien an französischen Kaminen | –                  | Broschur | J.J. Weber                          | 1943 |
| 4              | WB 56                                   | Wilhelm Hauff                | Die Karawane                         | –                  | Broschur | J.J. Weber                          | 1943 |
| 5              | WB 45                                   | Theodor Fontane              | Grete Minde                          | –                  | Broschur | J.J. Weber                          | 1943 |
| 6              | NN                                      | NN                           | NN                                   | NN                 | NN       | NN                                  | 1943 |
| 7              | WB 7                                    | Adolf Bartels                | Johann Fehring, der Volksbetrüger    | –                  | Broschur | J.J. Weber                          | 1943 |
| 8              | WB 39                                   | Hermann von Kleist           | Michael Kohlhaas                     | Rudolph Brabandt   | Broschur | J.J. Weber                          | 1943 |
| 9              | WB 31                                   | Hans-Eberhard von Besser     | Schlesische Originale                | –                  | Broschur | J.J. Weber                          | 1943 |
| 10             | WB 38                                   | Clemens Brentanos            | Geschichte vom braven Kasperl        | Friedrich Ritschel | Heftung  | J.J. Weber                          | 1943 |
| 11             | WB 51                                   | Karl Hans Strobl             | Das Frauenhaus von Brescia           | –                  | Broschur | J.J. Weber                          | 1943 |
| 12             | NN                                      | NN                           | NN                                   | NN                 | NN       | NN                                  | 1943 |
| 13             | Einzeltitel                             | Mario Heil de Brentani       | Das liebliche Fräulein Sani          | –                  | Pappband | Bong & Co. Berlin- Leipzig- München | 1943 |
| 14             | NN                                      | NN                           | NN                                   | NN                 | NN       | NN                                  | NN   |
| 15             | Volkstümliche 25-Pfg.-Bücherei Nr. 17   | Mario Heil de Brentani       | Lorle auf der Brücke                 | –                  | Broschur | Limpert Verlag                      | 1944 |

## Spätere Nachdrucke außerhalb der Reihe
Nochmals im Wiesbadener Verlag „Der Greif“ erschien ohne Jahr [1954] Erich Krafts Dichtung Das kleine Haus, und von Paul Schöps' Band Pelze wurde 1961 im Hermelin-Verlag Dr. Paul Schöps Berlin, Frankfurt am Main, Leipzig, Wien ebenfalls ein Nachdruck angefertigt.

## Tarnschriften
Der aus Sicht der Herausgeber unverfängliche Name der Reihe, die auch nicht allzu populär war, so dass einem potentiellen deutschen Prüfer die Abweichungen der Tarnschriften vom Normalband sofort ins Auge gefallen wären, wurde auch zur Herstellung von drei politischen Tarnschriften benutzt, die in der von Heinz Gittig verfassten Bibliographie der Tarnschriften von 1933-1945 unter den Nummern 0771, 0885 und 0887 aufgelistet sind. Alle drei Ausgaben sind im Vergleich zu den normalen Reihenbänden deutlich unterformatig, und das verwendete Druckpapier ist extrem dünn, so dass die Bändchen an einen preiswerten Postversand optimal angepasst waren.
Der erste, undatierte und 1938 erschienene 24-seitige Text von Georgi Dimitroff: „Einheitsfront des internationalen Proletariats und der Völker gegen den Faschismus“ (Nach der Münchener Verschwörung) (S. 3–28) nahm direkten Rückgriff auf einen Reihentitel (Tarntitel), nämlich WB 21 von Kurt Sauer: Deutsche Triumphzüge (1936), der allerdings im Original 64 Seiten, darunter viele Farbtafeln, enthielt. Der Einband der Tarnschrift lehnt sich an die Farbe des Originalbands an und übernimmt – auf den gesamten Vorderdeckel vergrößert – die Typografie dessen Titelschilds. Das Format beträgt 132 × 92 mm.
1939 hat dann die KPD bzw. die Kommunistische Internationale ein Bändchen herausgegeben, dessen Einband als Autor Gerhard Mackenroth – hier in falscher Schreibweise „Mackenrodt“ – mit einer Abhandlung zur Volkswirtschaftslehre. Grundbegriffe und Grundsätze der Volkswirtschaft ausweist; dieser Ökonom und Soziologe stand dem NS-Regime nahe. Ein solcher Band ist aber gar nicht in der Reihe erschienen, er hätte auch nicht dem Reihenprofil entsprochen. Tatsächlich enthält der Band ab Seite 5 bis 84 auch einen Text von W. M. Molotow: Der Dritte Fünfjahrplan der Entwicklung der Volkswirtschaft der UdSSR. Bericht und Schlußwort auf dem XVIII. Parteitag der KPdSU (B) vom März 1939. Die geheftete, 137 × 97 mm große Broschüre hat abweichend von der üblichen Ausstattung der Weberschiffchen-Bücherei kein eingedrucktes Titelschild mit dem Reihennamen, weist jedoch die „Verlagsbuchhandlung J. J. Weber, Leipzig“ als vermeintlich edierendes Haus aus. Erst der Schmutztitel weist dann auf einen angeblichen Reihenband mit dem entsprechenden Signet und dem Reihennamen hin. Auch im Copyright-Vermerk von 1939 ist J. J. Weber, Leipzig, genannt.
Ebenfalls 1939 ist schließlich die dritte Tarnschrift mit dieser Reihenbezeichnung erschienen. Nunmehr versteckte sich unter Hans Wegeners Vom deutschen Bauerngarten aus dem Jahre 1937 (WB 28), dessen Einbandgestaltung wieder übernommen wurde (132 × 102 mm), nach vier Seiten Originalinhalt auf den mit 3 bis 35 nummerierten folgenden Seiten die Abhandlung ohne Autorenangabe Wie lebt der Sowjet–Landarbeiter, die im Original im Pariser Verlag „Editions Prométhée“ 1938 erschienen war.